# Mireille Gosselin
Pour les articles homonymes, voir Gosselin.
Mireille Gosselin, née le 25 mai 1964, est une taekwondoïste française.
Elle remporte la médaille de bronze dans la catégorie des moins de 52 kg aux Championnats d'Europe de taekwondo 1984.